# Tyrone Ellis
Tyrone Gerard Ellis jr. (* 5. Oktober 1977 in Dallas, Texas) ist ein gebürtiger US-amerikanischer, ehemaliger Basketballspieler, der seit 2006 auch die georgische Staatsbürgerschaft besitzt. Nach dem Studium in seinem Heimatland spielte Ellis zunächst ein Jahr in der neu gegründeten NBA Development League (D-League), bevor er 2002 nach Europa wechselte. Von 2003 bis 2005 spielte er erfolgreich bei den Opel Skyliners aus Frankfurt in der deutschen Basketball-Bundesliga, mit denen er 2004 deutscher Meister werden konnte. Nach Spielzeiten in der Türkei und Italien spielte er von 2007 bis 2012 in der spanischen Liga ACB. Seit 2012 fungierte er als Trainerassistent bei verschiedenen Vereinen in der D-League.

## Karriere
Ellis studierte an der Southern Nazarene University in Bethany im US-Bundesstaat Oklahoma, deren Sportteams in der NAIA organisiert sind. Nach Ende des Studiums bekam er einen Vertrag bei den Flights aus Huntsville (Alabama) in der neu gegründeten Development League der NBA. Nach einer Spielzeit wechselte er nach Europa und spielte in der Saison 2002/03 für den Basketballclub CB Sant Josep aus dem katalanischen Girona in der höchsten spanischen Spielklasse.

### Frankfurt Skyliners (2003 bis 2005)
2003 wechselte er in die höchste deutsche Spielklasse zu den Frankfurt Skyliners. Mit den Skyliners gewann er in der BBL-Saison 2003/04 die deutsche Meisterschaft in fünf Spielen gegen die GHP Bamberg. Dies war die erste deutsche Meisterschaft nach 15 Jahren, die nicht durch Alba Berlin oder den Rekordmeister Bayer Giants Leverkusen gewonnen wurde, die den Titel jeweils siebenmal in Serie gewonnen hatten. Zudem wurde das deutsche Pokalfinale erreicht, welches gegen RheinEnergie Köln verloren ging. In der darauffolgenden Spielzeit, in der Ellis einen Großteil der Spielzeit bis zu den Meisterschafts-Play-offs verletzt war, konnte man als Titelverteidiger erneut die Finalserie der Meisterschaft erreichen, die diesmal gegen GHP Bamberg in fünf Spielen verloren ging. In der höchsten europäischen Spielklasse EuroLeague 2004/05 schied man nach vier Siegen in vierzehn Spielen in der ersten Gruppenphase aus.

### Türkei und Italien (2005 bis 2007)
Nach einem Abstecher in der Sommerpause in der ABA schloss er sich dem türkischen Verein Beşiktaş Cola Turka für die Saison 2005/06 an, mit dem er im nationalen Meisterschafts-Halbfinale gegen Titelverteidiger Efes Pilsen Istanbul ausschied. Im Anschluss hat er einen Vorvertrag bei den Minnesota Timberwolves in der NBA, der jedoch vor Saisonbeginn wieder gelöst wurde. Gordon Herbert, sein ehemaliger Trainer bei den Skyliners Frankfurt, holte ihn als georgischer Nationaltrainer dann in die georgische Basketballnationalmannschaft, weshalb ihm 2006 die georgische Staatsbürgerschaft verliehen wurde. In der Saison 2006/07 spielte er dann in der italienischen Lega Basket Serie A bei Eldo Napoli, mit denen er jeweils im Viertelfinale von nationalem Meisterschafts- und Pokalwettbewerb ausschied. Mit den Süditalienern spielte er ein weiteres Mal in der EuroLeague 2006/07.

### Liga ACB (2007 bis 2012)
2007 kehrte er in die spanische Liga ACB zurück und unterschrieb einen Vertrag bei Cajasol aus Sevilla. Erst in der Spielzeit 2009/10 gelang die Qualifikation für die Play-offs um die spanische Meisterschaft, in denen man in der ersten Runde ausschied. 2009 gewann Ellis mit der georgischen Nationalmannschaft die Division B der europäischen Nationalmannschaften und erreichte damit den Aufstieg in die Division A, der zur Teilnahme an der Qualifikation für die EM-Endrunde 2011 in Litauen berechtigte. In der Saison 2010/11 spielte Ellis eine weitere Saison in der Liga ACB bei Asefa Estudiantes aus der Hauptstadt Madrid. Im Eurocup 2010/11 schied man im Viertelfinale gegen KK Cedevita aus dem kroatischen Zagreb aus. In der folgenden Spielzeit schloss er sich im November CB Lucentum aus Alicante an, mit denen er am Saisonende einen Play-off-Platz erreichte. In den Play-offs schied man jedoch in der ersten Runde gegen den späteren Meister FC Barcelona Regal aus. Anschließend verzichtete Alicante zugunsten von CB Gran Canaria auf eine weitere Erstliga-Spielzeit und zog sich in die zweite Liga LEB Oro zurück.

### Trainerassistent (seit 2012)
Nach dem Rückzug von Alicante beendete Ellis seine aktive Karriere 2012 und wurde Trainerassistent bei den Tulsa 66ers in der D-League. Nach einem Jahr wechselte er zur Saison 2013/14 zum Ligakonkurrenten Bighorns aus Reno (Nevada).